# Felipe dos Santos
Ne doit pas être confondu avec Felipe dos Santos (sprint).
Felipe Vinícius dos Santos (né le 30 juillet 1994 à São Paulo) est un athlète brésilien, spécialiste du décathlon.
Il remporte le titre des Championnats ibéro-américains de 2014 dans sa ville natale de São Paulo. En 2013, il avait battu le record national junior à Medellín avec 7 762 points, pour remporter le titre des Championnats panaméricains juniors.
Il porte son record à 8 019 points lors des Jeux panaméricains à Toronto le 23 juillet 2015 ce qui lui permet d'être invité à participer aux Championnats du monde à Pékin.

## Palmarès
| Date | Compétition                    | Lieu      | Résultat | Marque    |
| ---- | ------------------------------ | --------- | -------- | --------- |
| 2021 | Championnats d'Amérique du Sud | Guayaquil | 2e       | 7 960 pts |

## Records
| Épreuve   | Performance | Lieu      | Date             |
| --------- | ----------- | --------- | ---------------- |
| Décathlon | 8 364 pts   | São Paulo | 12 décembre 2020 |